# Underground Kingz
Albums de UGK
Jive Records Presents: UGK Chopped and Screwed
(2004) UGK 4 Life
(2009)
Singles
1. Stop-N-Go
Sortie : 2006
2. Int'l Players Anthem (I Choose You)
Sortie : 2007
3. Real Women
Sortie : 2007

Underground Kingz est le cinquième album studio d'UGK, sorti le 7 août 2007. C'est leur premier double album.
L'album s'est classé 1er au Top R&B/Hip-Hop Albums et au Billboard 200 et 6e au Top Internet Albums.

## Liste des titres

### Disque 1
| No  | Titre                                                                                               | Contient un (des) sample(s) de                       | Durée |
| --- | --------------------------------------------------------------------------------------------------- | ---------------------------------------------------- | ----- |
| 1.  | Swishas and Dosha (Produit par Below et Pimp C)                                                     |                                                      | 5:11  |
| 2.  | International Player's Anthem (I Choose You) (featuring OutKast – Produit par Three 6 Mafia)        | I Choose You de Willie Hutch Choose U de Project Pat | 4:19  |
| 3.  | Chrome Plated Woman (Produit par Pimp C)                                                            | Hercules d'Aaron Neville                             | 4:17  |
| 4.  | Life Is 2009 (featuring Too $hort – Produit par Scarface et Randy « Big Tyme » Jefferson)           | Life is... Too Short de Too $hort                    | 4:07  |
| 5.  | The Game Belongs to Me (Produit par AVEREXX, Pimp C et N.O. Joe)                                    |                                                      | 5:32  |
| 6.  | Like That (Remix) (Produit par Below et Pimp C)                                                     |                                                      | 3:50  |
| 7.  | Gravy (Produit par AVEREXX et Pimp C)                                                               |                                                      | 4:57  |
| 8.  | Underground Kingz (Produit par Pimp C)                                                              |                                                      | 4:33  |
| 9.  | Grind Hard (featuring Young T.O.E. et DJ B-Doe – Produit par DJ B-Doe et Pimp C)                    | Cocaine in the Back of the Ride d'UGK                | 4:03  |
| 10. | Take Tha Hood Back (featuring Slim Thug, Vicious et Middle Fingaz – Produit par The Runners)        |                                                      | 5:36  |
| 11. | Quit Hatin' the South (featuring Charlie Wilson et Willie D – Produit par Pimp C)                   | Let's Straighten It Out de Latimore                  | 6:08  |
| 12. | Heaven (Produit par Pimp C et N.O. Joe)                                                             |                                                      | 4:20  |
| 13. | Trill Niggas Don't Die (featuring Z-Ro – Produit par John Bido, Yung Fyngas et Joe Traxx et Pimp C) | I Just Want to Celebrate de Rare Earth               | 4:26  |

### Disque 2
| No  | Titre                                                                                     | Contient un (des) sample(s) de                                                                           | Durée |
| --- | ----------------------------------------------------------------------------------------- | --- | ----- |
| 1.  | How Long Can It Last (featuring Charlie Wilson – Produit par Pimp C)                      | Something in the Past de One Way                                                                         | 6:47  |
| 2.  | Still Ridin' Dirty (featuring Scarface – Produit par Scarface)                            | The Fix by Scarface (2002)                                                                               | 5:19  |
| 3.  | Stop-N-Go (featuring Jazze Pha – Produit par Jazze Pha)                                   | | 4:00  |
| 4.  | Cocaine (featuring Rick Ross – Produit par The Blackout Movement, Pimp C et N.O. Joe)     | | 4:50  |
| 5.  | Two Type of Bitches (featuring Dizzee Rascal et Pimpin' Ken – Produit par MoMo et Pimp C) | Daddy Could Swear, I Declare de Gladys Knight & the Pips                                                 | 4:56  |
| 6.  | Real Women (featuring Talib Kweli et Raheem DeVaughn – Produit par Pimp C)                | Can't Hide Love d'Earth, Wind and Fire                                                                   | 4:32  |
| 7.  | Candy (featuring Scarface et Randy « Bigg Tyme » Jefferson)                               | Bridge Through Time de Lonnie Liston Smith                                                               | 3:30  |
| 8.  | Tell Me How Ya Feel (Produit par Jazze Pha)                                               | | 4:25  |
| 9.  | Shattered Dreams (Produit par Pimp C)                                                     | Goin' Thru School and Love de Raydio                                                                     | 5:14  |
| 10. | Like That (Produit par Lil Jon)                                                           | | 2:49  |
| 11. | Next Up (featuring Big Daddy Kane et Kool G Rap – Produit par Marley Marl)                | The Symphony (Video Version) de Marley Marl et Big Daddy Kane featuring Masta Ace, Craig G et Kool G Rap | 3:05  |
| 12. | Living This Life (Produit par N.O. Joe et Joe Scorsese)                                   | Free at Last d'Al Green Free de Goodie Mob                                                               | 5:07  |
| 13. | Outro (Produit par Cory « Mo »)                                                           | | 0:49  |

| 14. | International Player's Anthem (I Choose You) (Chopped & Screwed par OG Ron C) (featuring Three 6 Mafia – Produit par Three 6 Mafia) | | 5:31 |
| 15. | Player's Anthem (I Choose You) (featuring Three 6 Mafia – Produit par Three 6 Mafia)                                                | | 3:20 |
| 16. | Hit the Block (featuring T.I. – Produit par Swizz Beatz)                                                                            | Spit Your Game (Remix) de The Notorious B.I.G. featuring Twista, Bone Thugs-N-Harmony et 8Ball & MJG | 3:58 |
| 17. | Top Drop Dyne (featuring Cory Mo – Produit par Cory Mo)                                                                             | | 4:05 |